# Bomaanslag in Netanja op 27 maart 2002
Op 27 maart 2002 pleegde een Palestijnse zelfmoordterrorist een aanslag in het Park Hotel in de Israëlische kustplaats Netanja, tijdens de feestelijke maaltijd op de eerste avond van Pesach (Sederavond). Bij de explosie vielen 31 doden, onder wie de dader, en raakten 140 mensen gewond. De meeste slachtoffers waren ouderen, onder wie overlevenden van de Holocaust. De aanslag was de dodelijkste tot dan toe tijdens de Tweede Intifada.
De dader, de 25-jarige Abdel Basset Odeh, was lid van Hamas en wist het hotel binnen te komen door zich als vrouw te vermommen. Hij droeg een explosievenvest dat hij tot ontploffing bracht in de eetzaal op de begane grond, waar ongeveer 250 gasten aan de Sedermaaltijd deelnamen.
Volgens de terreurexpert Matthew Levitt, verbonden aan het Washington Institute for Near East Policy, werd de aanslag georganiseerd door Abbas el-Sayed, een Hamas-leider uit Toelkarm die zowel publieke als geheime functies binnen de organisatie vervulde. Hij zou de operatie hebben opgezet met steun van Hamas-leiders uit Syrië en Libanon, en gelden voor zowel politieke als militaire activiteiten hebben ontvangen. De cel bestond grotendeels uit personen die via Hamas’ studentenbeweging waren gerekruteerd. Na de aanslag gebruikte Hamas de gebeurtenis voor propagandadoeleinden, waaronder het vernoemen van evenementen naar de dader en het verspreiden van posters waarin hij werd verheerlijkt.
De aanslag vond plaats op het moment dat Arabische leiders bijeenkwamen op een top van de Arabische Liga in Beiroet. Hamas-leider Ahmad Yassin verklaarde op de Palestijnse televisie dat de aanslag bedoeld was als afwijzing van de vredesvoorstellen die op de top besproken werden, waaronder het normaliseren van de betrekkingen met Israël in het geval van een tweestatenoplossing.
De aanslag vormde een directe aanleiding voor de Israëlische militaire operatie Verdedigingsschild (Operation Defensive Shield), waarbij een groot deel van de Westelijke Jordaanoever opnieuw onder militair gezag werd gebracht. Tijdens die operatie werden tientallen Palestijnse militanten gearresteerd, waaronder Abbas el-Sayed, die later werd veroordeeld tot 35 keer levenslang.